# Zew (singel)
Zew – pierwszy singel polskiej piosenkarki Lanberry z jej trzeciego albumu studyjnego, zatytułowanego Co gryzie panią L?. Singel został wydany 18 października 2019.
Kompozycja znalazła się na 20. miejscu listy AirPlay – Top, najczęściej odtwarzanych utworów w polskich rozgłośniach radiowych.

## Geneza utworu i historia wydania
Utwór napisali i skomponowali Małgorzata Uściłowska, Patryk Kumór, Dominic Buczkowski-Wojtaszek i Oscar Bell. Piosenka powstała w kompleksie Tileyard London w Londynie. Piosenkarka o singlu:

Zauważyłam, ze czegoś mi brakuje zarówno w twórczości, jak i w życiu, ogólnie. Dotarłam do punktu bez odwrotu, czułam, że coś mnie uwiera, a bardzo chcę pokazać światu w pełni kim jestem. Zaczęłam bardzo intensywnie pracować nad sobą I odkryłam rzeczy, których o sobie nie wiedziałam. Odkryłam na nowo swoją kobiecość, swój wewnętrzny instynkt. Dzikość i stanowczość. Swój zew. To wołanie do powrotu. Do powrotu do siebie – zadbania o siebie i swoje granice. Czym dla mnie jest »Zew«? To podążanie swoją drogą, posiadanie swojego wewnętrznego kompasu, brak zgody na przekraczanie swoich granic.

Singel ukazał się w formacie digital download 18 października 2019 w Polsce za pośrednictwem wytwórni płytowej Universal Music Polska. Piosenka została umieszczona na trzecim albumie studyjnym Lanberry – Co gryzie panią L?.
19 października 2019 utwór został zaprezentowany telewidzom stacji TVN w programie Dzień dobry TVN. 24 listopada wykonała singel w magazynie śniadaniowym Pytanie na śniadanie.

## „Zew” w radiach
Nagranie było notowane na 20. miejscu w zestawieniu AirPlay – Top, najczęściej odtwarzanych utworów w polskich rozgłośniach radiowych.

## Teledysk
Do utworu powstał teledysk w reżyserii Dawida Ziemby, który udostępniono w dniu premiery singla za pośrednictwem serwisu YouTube Wideo zostało nagrane w lesie w okolicy Wyszkowa, pod Warszawą.

## Lista utworów
- Digital download[3]

1. „Zew” – 2:54

## Notowania

### Pozycje na listach airplay
| Kraj   | Lista (2019–20)   | Najwyższa pozycja |
| ------ | ----------------- | ----------------- |
| Polska | AirPlay – Top     | 20                |
| Polska | AirPlay – Nowości | 3                 |